# Lénition
La lénition, ou l'adoucissement, est une modification phonétique, par l'affaiblissement de l'articulation des consonnes par le passage d'une série dite « forte » (latin fortis) à une série dite « douce » (latin lenis). Le fait de lénifier les phonèmes se traduit par une élévation de la consonne affectée sur l'échelle de sonorité. C'est le phénomène inverse du durcissement.
Cet affaiblissement peut se produire en diachronie : par exemple, l'évolution des occlusives latines dans les langues romanes occidentales : latin vita > vida en portugais, galicien, espagnol, catalan, occitan, ancien français (passage du t au d) et vie en français (disparition totale du t).
Il peut aussi se produire en synchronie quand il se produit alors de façon régulière dans la langue en tant que phénomène morphophonologique : par exemple, les mutations consonantiques des langues celtiques ou l'alternance consonantique du finnois (astevaihtelu).
La lénition se manifeste de manières variables en suivant la hiérarchie (du degré le plus fort au plus faible) : consonne non voisée > voisée ; consonne géminée (double) > simple ; occlusive > affriquée > constrictive > sonante > semi-voyelle. 
Elle intervient dans diverses positions, énumérées dans les rubriques suivantes.

## Entre voyelles
C'est le cas le plus fréquent, illustré par les exemples ci-dessus (d'autres exemples sont dans l'article sur la mutation consonantique).

## En initiale absolue devant une voyelle
L'adoucissement des occlusives tendues se produit dans certains parlers bavarois : Pech > Bech « malchance », Tag > Dåg « jour », Knecht > Gnecht « valet ».
Le corse présente un cas intermédiaire et oppose la lénition des consonnes initiales après voyelle atone au phénomène inverse (durcissement) après voyelles toniques :
- ['trɛ 'ppani] « trois pains » / [u 'banɛ] « le pain ».

## Devant une consonne
La spirantisation devant une consonne sonore se produit dans une série de mots du russe parlé : когда « quand », translittération kogda, transcription [kʌɣda]. 

## En position finale
La spirantisation de la finale se produit en hébreu : comparer מלך melex « roi » avec מלכה malka « reine ».

## Amuïssement de la consonne
En diachronie, la lénition continue souvent jusqu'à l'amuïssement (la chute complète) de la consonne : par exemple, la finale -ée, -é des participes passés français :
- latin portata > ancien français porte(d)e (d se maintient dans de nombreuses langues latines modernes) > français moderne portée[3].

Un autre exemple est la réalisation fréquente du mot russe когда.